# Mike Danton
Michael Danton, född som Michael Sage Jefferson 21 oktober 1980 i Brampton, Ontario, är en kanadensisk professionell ishockeyspelare.
Danton spelade för New Jersey Devils och St. Louis Blues i NHL mellan 2000 och 2004, innan han dömdes för stämpling till mord. Han blev villkorligt frigiven den 11 september 2009 efter drygt 5 år i fängelse. Den ursprungliga domen var på 7,5 år.

## Juniorhockey
Danton började sin juniorkarriär säsongen 1996–97 i Quinte Hawks i Metro Junior Hockey League (MTJHL). Han spelade i OHL från 1997 till 2000 med Sarnia Sting, St. Michael's Majors och Barrie Colts. Under Memorial Cup år 2000 spelade Danton för Colts i Halifax. Danton, som då använde sitt födelsenamn Jefferson, kommenterade i pressen att Brad Richards inte skulle hålla fem matcher i Ontario Hockey League. och vägrade sedan att skaka hand med Richards efter att han hade blivit utnämnd till turneringens MVP.

## Professionell karriär
Danton valdes i den femte rundan som 135:e spelare totalt av New Jersey Devils i NHL-draften 2000, och spelade som vänsterforward för St. Louis Blues som bytte ett val i tredje rundan i NHL-draften till New Jersey Devils mot Danton. Han spelade 68 matcher för Blues under säsongen 2003–04.
Under tiden han var i New Jersey Devils organisation ändrade han sitt efternamn från Jefferson till Danton efter att ha fjärmat sig från sin familj. Han medgav att han antagit efternamnet Danton från namnet på en 13-årig pojke på David Frosts Hockey Camp, för att namnet lät "coolt". Han hamnade i en fejd med New Jerseys general manager Lou Lamoriello och blev därför avstängd från att spela i laget, vilket ledde till att han bytte klubb till St. Louis Blues.

## Arrestering och fängelsestraff
Den 16 april 2004, två dagar efter det att Blues hade blivit utslagna från den första rundan av Stanley Cup-slutspelet av San Jose Sharks, greps och åtalades Danton för stämpling till mord. Den 16 juli 2004 erkände han sig skyldig till försök att anlita en torped, som egentligen var en polis, för att mörda hans agent David Frost, och dömdes till sju och ett halvt år i amerikanskt federalt fängelse. Till denna dag förnekar dock Frost att han var målet. Senare har Danton påstått att hans ursprungliga mål var hans far, Steve Jefferson.
I juli 2008, i en artikel i Denver Post, visade det sig att Howard Kieffer, den advokat som representerade Danton i stämplings-målet, aldrig hade tagit någon examen från juristutbildningen och därför inte var auktoriserad att företräda sin klient i någon rättegång. I september 2008 sade sig Kieffer vara "icke skyldig" till två åtalspunkter och nyhetsrapporter avslöjade att han inte skulle representera sig själv i rättegången.
Den 19 mars 2009 beviljades Dantons begäran om att föras över till ett kanadensiskt fängelse efter fem år på Federal Correctional Institution i Sandstone i den amerikanska delstaten Minnesota. Han blev då överförd till Pittsburgh Institution i Joyceville i Ontario. Enligt kanadensisk lag var Danton berättigad till villkorlig frigivning, som beviljades den 11 september 2009. Villkoren för hans frigivning inbegrep att han inte fick ha någon kontakt med sin far, som Danton påstått var det avsedda målet, eller med David Frost, som allmänt anses varit Dantons verkliga mål.

## Universitetskarriär
Danton gick korrespondenskurser vid Queen's University under tiden han var fängslad. Under hösten 2009 ansökte han till Saint Marys University i Halifax, Nova Scotia, i januari 2010. Danton skrev sig inledningsvis in på tre kurser för vintern 2010 och gick med i Saint Mary's Huskies, universitets hockeylag.
Den 27 januari 2010 spelade Danton sin första match sedan han släppts från fängelset, och gjorde ett mål för Saint Marys Huskies, i deras 4-1-förlust mot Acadia Axemen, i Halifax Forum i Halifax. Den 30 januari 2010 spelade Danton för Saint Marys Huskies under en 5-3-förlust mot UPEI Panthers på MacLauchlan Arena i Charlottetown. Den 28 mars 2010 besegrade Saint Marys Huskies motståndarlaget Alberta Golden Bears och vann därmed University Cup 2010 som spelas i Thunder Bay i Ontario.

## Comeback
Den 28 juli 2011 meddelade Danton på sitt Twitter-konto att han hade skrivit på för en svensk klubb för säsongen 2011–12. Följande dag bekräftades detta av Division 1-klubben IFK Ore, som uttalade sig med; "Vi är självklart medvetna om hans bakgrund men det var många år sedan och det är för hans hockeykunskaper han kommit till Ore."
Efter att IFK Ore missat att kvalificera sig till Allettan skrev Danton sedan på för tjeckiska Orli Znojmo i den österrikiska högstaligan EBEL.

## Statistik
OPJHL = Ontario Junior Hockey League, MetJHL = Metro Junior A Hockey League, AUS = Atlantic University Sport

### Klubbkarriär
| 1996–97    | Bramalea Blues       | OPJHL      | 6  | 1  | 2  | 3  | 18  | —  | — | —  | —  | —   |
| 1996–97    | Quinte Hawks         | MetJHL     | 35 | 10 | 18 | 28 | 281 | —  | — | —  | —  | —   |
| 1997–98    | Sarnia Sting         | OHL        | 12 | 6  | 1  | 7  | 37  | —  | — | —  | —  | —   |
| 1997–98    | St. Michael's Majors | OHL        | 18 | 4  | 6  | 10 | 77  | —  | — | —  | —  | —   |
| 1998–99    | Burlington Cougars   | OPJHL      | 1  | 0  | 0  | 0  | 0   | —  | — | —  | —  | —   |
| 1998–99    | St. Michael's Majors | OHL        | 27 | 18 | 22 | 40 | 116 | —  | — | —  | —  | —   |
| 1998–99    | Barrie Colts         | OHL        | 26 | 15 | 20 | 35 | 62  | 9  | 6 | 5  | 11 | 38  |
| 1999–00    | Barrie Colts         | OHL        | 58 | 34 | 53 | 87 | 203 | 25 | 7 | 16 | 23 | 107 |
| 2000–01    | Albany River Rats    | AHL        | 69 | 19 | 15 | 34 | 195 | —  | — | —  | —  | —   |
| 2000–01    | New Jersey Devils    | NHL        | 2  | 0  | 0  | 0  | 6   | —  | — | —  | —  | —   |
| 2002–03    | New Jersey Devils    | NHL        | 17 | 2  | 0  | 2  | 35  | —  | — | —  | —  | —   |
| 2003–04    | St. Louis Blues      | NHL        | 68 | 7  | 5  | 12 | 141 | 5  | 1 | 0  | 1  | 2   |
| 2009–10    | Saint Mary's Huskies | AUS        | 7  | 3  | 1  | 4  | 6   | 9  | 6 | 3  | 9  | 6   |
| 2010–11    | Saint Mary's Huskies | AUS        | 28 | 3  | 2  | 5  | 30  | 5  | 2 | 0  | 2  | 0   |
| 2011–12    | IFK Ore              | Div. 1     | 27 | 16 | 25 | 41 | 54  | –  | – | –  | –  | –   |
| 2011–12    | Orli Znojmo          | EBEL       | 19 | 4  | 5  | 9  | 65  | 4  | 0 | 0  | 0  | 11  |
| NHL totalt | NHL totalt           | NHL totalt | 87 | 9  | 5  | 14 | 182 | 5  | 1 | 0  | 1  | 2   |